# Richten (Fertigungsverfahren)
Richten lässt sich zu den Fertigungsverfahren nach DIN 8580 in die Hauptgruppe zwei – Umformen – einordnen.
Richten ist vergleichbar mit Biegen. Der Unterschied besteht darin, dass ein Werkstück etwa nach einem Biegevorgang zur Verbesserung der Maßhaltigkeit in einem separaten Richtarbeitsgang nachbearbeitet wird. Während das Biegen ein eher grobes In-Form-Bringen beschreibt, liegt beim Richten der Schwerpunkt auf dem Exakt-in-Form-Bringen des Werkstücks.
Häufig müssen auch Stahlteile, die wärmebehandelt wurden (z. B. Härten, Glühen), gerichtet werden.
Als Hilfsmittel zum Richten dienen häufig Pressen und Biegevorrichtungen, die elektromechanisch angetrieben sind, unter Umständen auch hydraulisch. Modernere Richtbänke fahren ein vollautomatisches, computergesteuertes und überwachtes Programm ab, um Werkstücke bis auf engste Toleranzen zu bearbeiten.

## Richtverfahren

### Anforderungen
Beim Richten wird die Geometrie eines Werkstücks so verformt, dass die vorgegebenen Toleranzen eingehalten werden. Dies geschieht
- entweder ohne Messung der Anfangs-/End-Geometrie (Formabweichung und Materialeigenschaften zwischen mehreren Werkstücken sind vor dem Richtvorgang immer annähernd gleich, sodass mit einer fest eingestellten Verformung immer ein gleichbleibendes Ergebnis erzielt wird)
- oder die Geometrien werden vor, während und nach dem Richten erfasst – dabei werden die Verformungsvorgänge von einer (NC-)Steuerung an die gemessenen Abweichungen angepasst.

### Rundteile
Beim Richten von Rundteilen gibt es die Verfahren Roll-Richten und Biege-Richten.
Zur Messung der Abweichung werden Sensoren eingesetzt (z. B. digitale Messeinrichten). Beim Rundrichten haben diese nur die während einer Umdrehung auftretenden Abweichungen zu erfassen. Eine Einstellung reduziert sich auf die Kontrolle, dass der Sensor während der gesamten Messung immer am Werkstück anliegt.

#### Roll-Richten
Beim Roll-Richten wird das Werkstück über eine kraftschlüssige Verbindung zu einer Werkstückaufnahme von einem Motor in Drehung versetzt. Während dieser Drehbewegung wird das Werkstück stark verformt (über die Elastizitätsgrenze hinaus) und die Verformung während der Drehbewegung schrittweise (oder kontinuierlich) zurückgenommen. Dieser Richtvorgang wirkt sich zumeist auf das gesamte Werkstück aus (i. d. R. auf eine Stelle in der Mitte).
Das Roll-Richten wird häufig eingesetzt für Werkstücke, die noch am Anfang des Entstehungs-Prozesses sind (z. B. Werkstücke-Rohlinge nach dem Schmiede-Vorgang).

#### Biege-Richten
Beim Biegerichten, auch Freies Biegen genannt, muss die Werkstück-Geometrie vor dem eigentlichen Richtvorgang gemessen worden sein, um die zu richtende Abweichung richtig positionieren zu können. Dies geschieht bei solchen Maschinen vollautomatisch (Messung der Abweichung, Positionierung des Werkstücks, Ausübung des Biege-Hubs). Anschließend führt eine NC-Achse einen Biege-Hub aus (dabei wird, wie beim Rollrichten, das Werkstück von einem Stempel gegen zwei Widerlager gedrückt). Dieser Biege-Hub wird von der NC-Steuerung an die gemessene Abweichung angepasst. Die Maschine ist dabei lernfähig und kann die Verformung an die nach einem Biege-Hub gemessenen Werte anpassen.
Das Biege-Richten setzt eine Messung der Rundlauf-Abweichungen voraus, damit diese gezielt durch Biegen in ihre Toleranz gebracht werden.

### Formteil-Richten
Beim Formteil-Richten wird ein nicht rotationssymmetrisches Werkstück in seine Toleranzen gerichtet (z. B. Aluminiumguss-Teile). Dies bedingt, dass die Messeinrichtungen auf ihren Sollwert geeicht werden (ein Meisterwerkstück wird eingelegt, die Messeinrichtungen angelegt und diese auf die bekannten Abweichungen abgeglichen). Anschließend kann durch Biegen die Verformung herbeigeführt werden.

### Richten mittels Hochfrequenzhämmerns
Beim Richten mittels eines hochfrequenten Hammers werden plastische Verformungen und Druckeigenspannungen in definierten Bereichen des Werkstückes oder der Baugruppe eingebracht. Schweißkonstruktionen werden z. B. im Bereich der Schweißnähte häufig durch eine Nachbehandlung gerichtet. Je nach Konstruktion und Auswahl des Nachbehandlungsortes können ausgezeichnete Maßgenauigkeiten beim Richten erreicht werden. Darüber hinaus kann, im Gegensatz zu anderen Richtverfahren, die Lebensdauer von zyklisch belasteten Konstruktionen in vielen Fällen gesteigert werden.

### Weitere Verfahren
- Walzrichten
- Prägerichten
- Warmrichten (s. u. Bleche)
- Vorrichten (Schweißtechnik)

## Richten von Rohren

### Geradheitsabweichungen bei Rohren
Bei den verschiedenen Rohrherstellungsverfahren fallen die Rohre im Allgemeinen in einem so unvollkommenen Geradheitszustand an, dass ein Richtprozess eingeschaltet wird. Während früher die gerichteten Rohre nach Augenmaß gerade sein mussten, die Geradheit demnach dem subjektiven Empfinden des Maschinenpersonals überlassen war, werden heute mehr und mehr präzise quantitative Geradheitsanforderungen gestellt, die nur mit modernen Richtmaschinen erreicht werden können.
So wird z. B. gefordert, dass ein Rohr auf 1 Meter Bezugslänge keine größere Geradheitsabweichung als 0,2 mm haben darf. Ein an den Rohrmantel angelegtes Lineal von 1 m Länge darf dann nicht mehr als 0,2 mm Abstand zum Rohrmantel aufweisen. Bei größeren Rohrlängen treten aufgrund einer linearen Verknüpfung der Geradheitsabweichung und der Bezugslänge entsprechend proportional größere Abweichungen auf.

### Rohrrichtmaschinen
Die wichtigste Gruppe von Richtmaschinen für Rohre sind die kontinuierlich arbeitenden Schrägwalzen-Richtmaschinen (siehe auch Schrägwalzen). Die lange Anlagelänge jeder Walze infolge ihrer hyperbolischen Form führt zu einer Einleitung der Biegekraft als Streckenlast (nicht als Punktlast), was sich positiv auf die Oberfläche auswirkt.
Die Schrägwalzen-Richtmaschinen lassen sich in zwei Kategorien unterteilen, je nachdem ob sich das Richtgut beim Richtvorgang dreht oder nicht:
- Sofern die Geradheitsabweichung vor dem Richten sehr groß ist, hat eine Lösung mit lediglich axial verschobenem Richtgut große Vorteile. Solches sehr „krummes“ Richtgut könnte nämlich durch Rotation bei der Einführung in die Maschine schnell beschädigt und unbrauchbar werden. Zu nennen sind hier
  - die Umlaufrichtmaschine
  - die Flügelrichtmaschine.
- Bei allen anderen Rohrrichtmaschinen dreht sich das Richtgut während des Richtprozesses mit. Je nach Einsatzbereich wird dabei die Anzahl der benutzten Richtwalzen angepasst:
  - Zweiwalzen-Richtmaschinen für blanke und verzunderte dickwandige Rohre (und Stangen)
  - Sechswalzen-Richtmaschinen für Rohre aus Stahl und Nichteisenmetall mit hoher Oberflächengüte (Präzisionsrohr)
  - Siebenwalzen-Richtmaschinen besonders für verzunderte Rohre mit mittleren Wandstärken
  - Neunwalzen-Richtmaschinen als Hochleistungsrichtmaschinen (300 m/min) ebenfalls für verzunderte Rohre mit mittleren Wandstärken
  - Zehnwalzen-Richtmaschinen (CNC-gesteuert).

#### Prinzip der Zweiwalzen-Schrägwalzen-Richtmaschine
Bei dieser Maschine mit vertikaler Walzenanordnung ist die Oberwalze hyperbolisch und die Unterwalze meist zylindrisch ausgeführt. Die Walzen sind zur Richtgutachse unter einem Winkel von 14° bis 21° geschränkt, so dass dem Richtgut eine Drehung und eine Vorschubbewegung aufgezwungen wird. Von der Unterwalze wird das Rohr plastisch in die konkave Kontur der Oberwalze hinein gebogen. Dieser plastischen Längsbiegung kann eine plastische Ovalverformung des Rohrquerschnitts überlagert werden. Dadurch wird die Gradheit verbessert, besonders an den Rohrenden. Seitlich wird der Richtspalt durch Führungslineale begrenzt.

## Richten gewalzter Bleche
In Walzstraßen gewalzte Bleche werden nach dem Walzen gerichtet. Hierbei unterscheidet man je nach Temperatur des Bleches:
- Warmrichten
- Kaltrichten.

Dazu wird das Blech durch eine Gruppe oberer und unterer Rollen geführt, so dass es eine Art Schlangenlinie durchläuft und in beide Richtungen durchgebogen wird. Die Durchbiegung wird hierbei so eingestellt, dass ein gerades Blech die Streckgrenze in beiden Biegungsrichtungen erreicht, aber nicht überschreitet.  Gerade Abschnitte behalten so ihre gewünschte Form (Umformungen nur elastisch), ungerade Blechabschnitte dagegen überschreiten die Streckgrenze und werden plastisch (dauerhaft) begradigt.